# シュタディオン・ヴァンクドルフ (1925年)
シュタディオン・ヴァンクドルフ（Stadion Wankdorf）は、スイス・ベルン州ベルンにあったサッカー専用スタジアム。BSCヤングボーイズがホームスタジアムとしていた。

## 概要
1925年10月に完成。当時の収容人数は22000名だった。11月8日に初の国際親善試合（スイス対オーストリア）が行われた。1933年には収容人数を42000名、1939年には64000名に拡張。1954年のW杯決勝でベルンの奇跡とも呼ばれた西ドイツ代表が初優勝した会場としても知られた。また、1961年のUEFAチャンピオンズカップ決勝、1989年にはカップウィナーズカップ決勝が開催された。
しかし建物の老朽化などで2001年に閉場。跡地に同名の新スタジアムであるシュタディオン・ヴァンクドルフが建設された。